# Lavellongo
I Lavellongo (o Lavellonghi, Lavellolongo) furono una nobile famiglia bresciana di parte guelfa, già molto potente nel XII secolo, oggi estinta. Alcuni storici ipotizzano che abbiano dato origine alla famiglia dei Griffi.

## Esponenti illustri
- Alberto Lavellongo, console di Brescia nel 1162[3]
- Mazzoldo Lavellongo, ferì in battaglia nel 1279 Ezzelino da Romano a Cassano d'Adda[4]
- Gaetano Lavellongo, nel 1279 firmò un trattato di pace tra Brescia, Verona e Mantova[5]
- Sarasino Lavellongo, podestà di Bergamo nel 1297[6]
- Federico Lavellongo (?-1373), per tre volte podestà di Padova, sepolto nel chiostro della Basilica di Sant'Antonio[7][8]

Da questa famiglia proviene Margherita Lavellongo, figlia di Almerico di parte guelfa, che sposò Ramberto Ramberti (1247-1312), ghibellino di Ferrara e podestà di Brescia. La figlia Richilda sposò in prime nozze Luigi I Gonzaga, primo capitano del popolo di Mantova e capostipite dei Gonzaga.

## Arma
D'oro, ad una banda di nero.